# Garra variabilis
Garra variabilis is een straalvinnige vissensoort uit de familie van de eigenlijke karpers (Cyprinidae). De wetenschappelijke naam van de soort is voor het eerst geldig gepubliceerd in 1843 door Johann Jakob Heckel.
G. variabilis werd in 1836 verzameld in Aleppo en Mosoel (Syrië) tijdens een wetenschappelijke reis van de geoloog Joseph Russegger.